# Walpole, Suffolk
Walpole är en by och en civil parish i distriktet East Suffolk, Suffolk, England. Civil parish har 215 invånare (2001).